# Естет (Вајоминг)
Естет (енгл. Ethete) насељено је место без административног статуса у америчкој савезној држави Вајоминг.

## Демографија
По попису из 2010. године број становника је 1.553, што је 98 (6,7%) становника више него 2000. године.
| Група             | 2000.     | 2010.     |
| Белци             | 69 (4,7%) | 59 (3,8%) |
| Афроамериканци    | 0 (0,0%)  | 1 (0,1%)  |
| Азијати           | 1 (0,1%)  | 2 (0,1%)  |
| Хиспаноамериканци | 30 (2,1%) | 41 (2,6%) |
| Укупно            | 1.455     | 1.553     |